# Malînove, Solone
Malînove (în ucraineană Малинове) este un sat în așezarea urbană Novopokrovka din raionul Solone, regiunea Dnipropetrovsk, Ucraina.

## Demografie
Componența lingvistică a localității Malînove
     Ucraineană (91,95%)
     Rusă (4,03%)
Conform recensământului din 2001, majoritatea populației localității Malînove era vorbitoare de ucraineană (91,95%), existând în minoritate și vorbitori de rusă (4,03%).